# Sarah Gigante

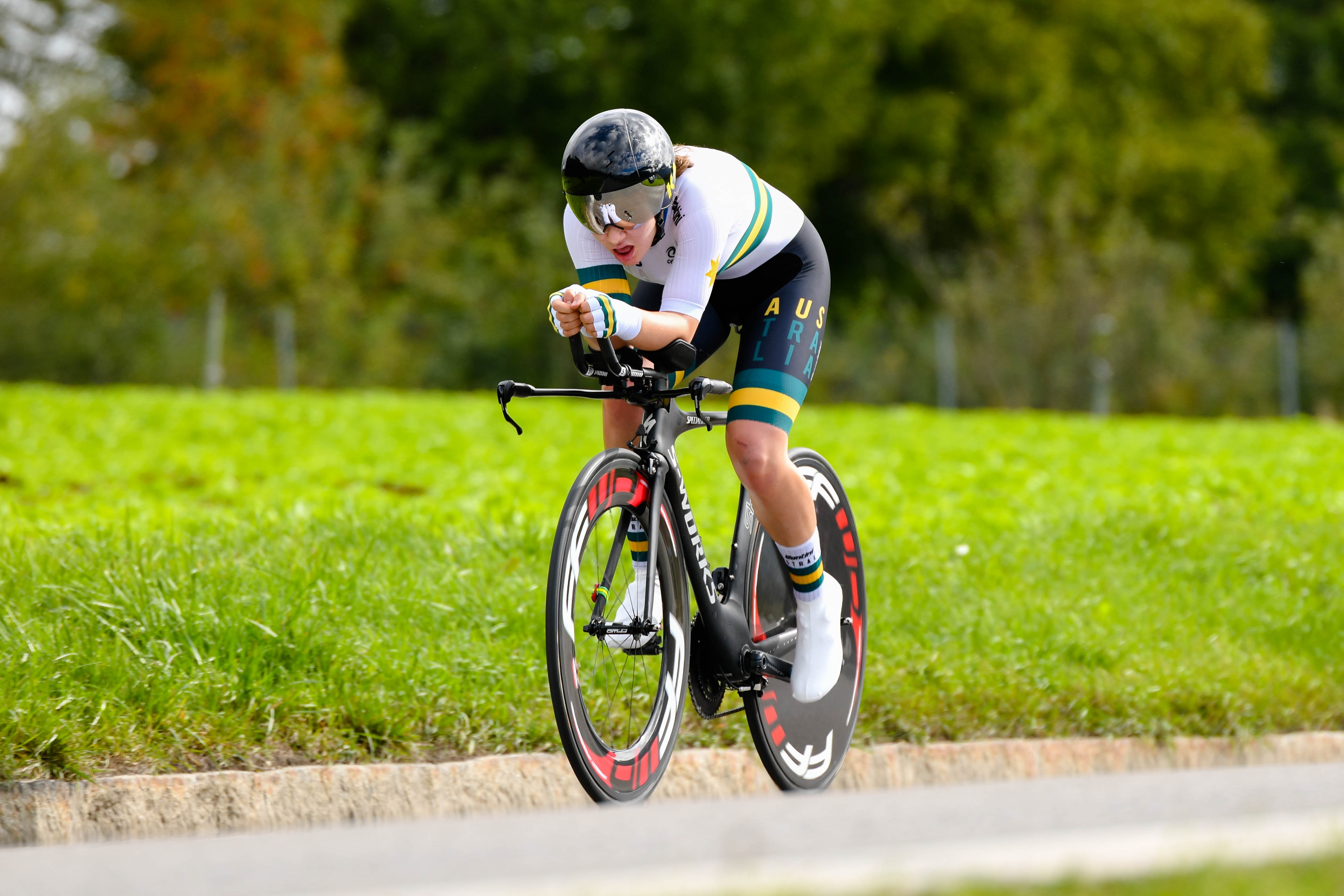
Gigante lors des mondiaux sur route juniors de 2018.

Sarah Gigante, née le 6 octobre 2000 à Melbourne, est une coureuse cycliste australienne.

## Biographie
Sarah Gigante commence à faire du vélo en se rendant régulièrement à l'école sur un tandem avec sa mère Kerry. À l'âge de huit ans, elle commence à faire du vélo toute seule. 
En 2017, elle est médaillée d'argent du championnat d'Océanie sur route juniors (moins de 19 ans). L'année suivante, elle remporte le titre sur route et termine troisième du contre-la-montre individuel. Elle remporte également trois titres nationaux juniors. En mai 2018, elle tombe lors d'une course du club et se casse les deux bras. Après cette chute qui l'empêche d'écrire, c'est sa mère qui écrit pour elle. Sarah Gigante obtient le score le plus élevé possible de 99,95 dans le classement australien d'admission à l'enseignement supérieur (ATAR) pour l'admission à l'université. Cela lui octroie une bourse pour étudier à l'Université de Melbourne. Lors d'une de ses premières sorties après son opération, elle se luxe l'épaule. Contre l'avis médical, elle participe aux championnats du monde sur piste juniors en août et termine deuxième de la course aux points. 
En janvier 2019, elle crée la surprise en remportant à 18 ans le championnat d'Australie sur route après s'être échappée seule à 15 km de l'arrivée. Elle devance de 50 secondes Amanda Spratt, récente vice-championne du monde sur route en 2018. En mars de la même année, elle devient championne d'Océanie du contre-la-montre espoirs et prend la deuxième place de la course en ligne chez les élites. 
En janvier 2020, elle rejoint l'équipe américaine Tibco-Silicon Valley Bank. Elle remporte d'entrée le championnat d'Australie du contre-la-montre. En décembre 2020, elle termine deuxième du premier championne du monde de cyclisme esport de l'histoire. En 2021, elle conserve son titre de championnat d'Australie du contre-la-montre. Après une onzième place sur À travers les Flandres, elle chute lors de la Flèche wallonne et sa fracture la jambe, le coude et la clavicule,. De retour à la compétition pour les Jeux olympiques de Tokyo, elle termine onzième du contre-la-montre individuel.
De 2022 à 2023, Gigante court pour l'équipe Movistar. En 2022, lors de l'Emakumeen Nafarroako Klasikoa, une course basque d'un jour, elle est renversée par une voiture de l'organisation alors qu'elle est seule en tête. Elle repart et gagne la course, mais souffre d'une commotion cérébrale non diagnostiquée par son équipe. Elle est au départ du Tour du Pays basque quelques jours plus tard, mais doit abandonner, en raison des symptômes trop important qui révèleront au staff qu'elle souffre d'une commotion. Elle doit s'absenter trois mois avant de reprendre la compétition vers la fin de la saison. Après le Tour de Scandinavie 2022, elle fait une longue pause en raison d'une blessure à la jambe et d'une maladie et ne participe qu'à une seule course en 2023, le Tour de Scandinavie. 
Sous contrat jusqu'en fin d'année 2024 avec Movistar, elle se met d'accord avec l'équipe espagnole pour rompre le contrat avec un an d'avance et pour rejoindre en janvier 2024 la formation AG Insurance-Soudal Quick-Step. Dès ses débuts, elle remporte le Women's Tour Down Under, sa première grande victoire. Elle montre ses qualités de grimpeuse en se classant dans top 5 sur la première arrivée au sommet du Tour d'Espagne, puis en terminant septième du Tour de Romandie. Elle termine également septième du Tour de France, où elle prend la huitième place de l'étape de l'Alpe d'Huez.

## Palmarès sur route

### Par années
- 2017
  -  Médaillée d'argent du championnat d'Océanie sur route juniors
- 2018
  -  Championne d'Océanie sur route juniors
  -  Championne d'Australie sur route juniors
  -  Championne d'Australie du contre-la-montre juniors
  -  Championne d'Australie du critérium juniors
  -  Médaillée de bronze du championnat d'Océanie du contre-la-montre juniors
- 2019
  -  Championne d'Océanie sur route espoirs
  -  Championne d'Océanie du contre-la-montre espoirs
  -  Championne d'Australie sur route
  -  Championne d'Australie du contre-la-montre espoirs
  - Tour de Bright
  -  Médaillée d'argent du championnat d'Océanie sur route
- 2020
  -  Championne d'Australie du contre-la-montre
- 2021
  -  Championne d'Australie du contre-la-montre
  - 3e du championnat d'Australie sur route espoirs
- 2022
  - Emakumeen Nafarroako Klasikoa
- 2023
  - Tour de Bright :
    - Classement général
    - 1re et 3e étapes
- 2024
  - Women's Tour Down Under : 
    - Classement général
    - 3e étape

  - 7e du Tour de France
  - 7e du Tour de Romandie
- 2025
  - 4e et 7e étapes du Tour d'Italie
  - 3e du Tour d'Italie
  - 6e du Tour de France

### Résultats sur les grands tours

#### Tour d'Italie
1 participation :
- 2025 : 3e,  vainqueure du classement de la montagne et des 4e et 7e étapes

#### Tour de France
2 participations
- 2024 : 7e
- 2025 : 6e

#### Tour d'Espagne
1 participation
- 2024 : 19e

### Classements mondiaux
| Année                                 | 2019 | 2020 | 2021 | 2022 | 2023 | 2024 |
| ------------------------------------- | ---- | ---- | ---- | ---- | ---- | ---- |
| Classement UCI                        | 112e | 98e  | 123e | 181e | nc   | 50e  |
| UCI World Tour                        | nc   | 130e | 152e | 171e | nc   | 24e  |
|                                       |      |      |      |      |      |      |
| Légende : nc = non classéSource : UCI |      |      |      |      |      |      |

## Palmarès sur piste

### Championnats du monde
- Aigle 2018
  -  Médaillée d'argent de la course aux points juniors